# Sfingosine
Sfingosine is een amino-alcohol die een aminogroep, twee hydroxylgroepen en een keten van 18 koolstofatomen bevat. Sfingosine is een belangrijk bestanddeel van een aantal lipiden, zoals sfingomyeline. Zulke lipiden, die bestaan uit sfingosine en een vetzuur worden ceramiden genoemd. Glycolipiden bevatten sfingosine en een suikergroep.
Lipiden met sfingosine als bestanddeel zijn vooral van belang in de dubbele fosfolipidenlaag van celmembranen.